# Emilio Cirino
Emilio Cirino (Montalto Uffugo, 1895 – Kucj, 7 ottobre 1943) è stato un militare italiano.
Pluridecorato Tenente colonnello del Corpo degli Alpini, fu comandante del II Battaglione, 129º Reggimento, 151ª Divisione fanteria "Perugia". Dopo la firma dell'armistizio dell’8 settembre 1943 ritornò brevemente in Italia per informare il Comando Supremo della gravissima situazione creatasi in Albania, ritornandovi poi per riprendere la lotta armata contro le forze tedesche. Fucilato poco tempo dopo essere stato catturato, fu insignito della medaglia d'oro al valor militare alla memoria.

## Biografia
Nacque a Montalto Uffugo nel 1895. Si arruolò volontario nel Regio Esercito all’entrata in guerra del Regno d'Italia nel maggio 1915. Il 29 giugno successivo rimase ferito sul Monte Sei Busi e fu insignito della medaglia di bronzo al valor militare. Nuovamente ferito a Oppacchiasella nell'agosto del 1916, si distinse ancora a Quota 126 nell’ottobre 1917, e a Clausetto (Udine) nel novembre successivo venendo decorato con due croci di guerra al valor militare. Al termine del conflitto rimase brevemente in servizio fino al maggio del 1920, quando fu posto in congedo col grado di tenente di complemento. Dalla costituzione, e fino al suo scioglimento, fu in servizio presso il Corpo della Regia Guardia di Pubblica Sicurezza. Entrato in servizio permanente effettivo con il grado di tenente, fu destinato all’8º Reggimento del Corpo degli alpini. Prestò successivamente servizio presso il 25°, il 125° e l’81º Reggimento fanteria, e, dal 1928, al Centro Chimico Militare. Trasferito dietro sua domanda presso il Regio Corpo Truppe Coloniali della Somalia venne assegnato al II Battaglione "Benadir", e dal 1935 al 2º Raggruppamento Arabo-Somalo. Si distinse nuovamente durante la guerra d'Etiopia, venendo decorato con una terza croce di guerra al valor militare a Bergot nell'aprile del 1936.
Al termine della campagna militare fu promosso capitano per meriti eccezionali, e divenne maggiore nel gennaio del 1940. Prestò quindi servizio presso lo Stato maggiore dell'Esercito a Roma, venendo promosso tenente colonnello nel maggio del 1941. Nel corso del 1942 fu trasferito al 129º Reggimento fanteria della 151ª Divisione fanteria "Perugia" allora dislocato in Albania. 
La Divisione fanteria "Perugia", al comando del generale di brigata Ernesto Chiminello, presidiava un ampio settore del territorio albanese. Il Comando divisionale si trovava ad Argirocastro insieme a quello del 129º Reggimento, mentre quello del 130º a Premeti. Il II Battaglione "Ciclisti" presidiava la zona di Delvino, mentre il III Battaglione, al comando del maggiore Mario Gigante, presidiava la zona di Giorgiocastro.

### L'epopea della Divisione "Perugia"
Appresa la notizia della firma dell'armistizio dell'8 settembre 1943 il comando della divisione decise, all'unanimità, di resistere ai tedeschi, anche con l'uso della armi.
Il 9 settembre un ufficiale tedesco si recò a colloquio con Chiminello, e fu raggiunto un accordo in base al quale i reparti della divisione sarebbero rimasti ad Argirocastro, insieme a un piccolo contingente di soldati tedeschi, e in caso di spostamento la Grande Unità si sarebbe diretta a Valona. Il vicecomandante della divisione, colonnello Giuseppe Adami, responsabile del settore di Tepeleni, intavolò trattative con i partigiani albanesi, con l'appoggio del suo comandante, ma tra il 10 e l'11 settembre gli albanesi circondarono la città. A causa di questo fatto egli lasciò libero Adami di comportarsi come meglio credeva, e quest'ultimo partì con i suoi reparti per raggiungere Valona, secondo il piano iniziale.
Pur manifestando la propria ostilità ai tedeschi e la comprensione per il movimento di liberazione locale, Cirino si scontrò duramente con i nazionalisti albanesi, che pretendevano la consegna delle armi da parte dei reparti italiani. Combattendo sia contro gli albanesi che contro i tedeschi raggiunse con il suo battaglione il porto di Santi Quaranta dove venne incaricato di portarsi a Brindisi, per sovrintendere al rientro in Puglia di alcuni reparti ed informare il Comando Supremo a Bari della gravità della situazione creatasi. Completata la missione Cirino ritornò in Albania dove, conscio del pericolo che correva, ritornò in azione a fianco dei partigiani albanesi. Catturato dai tedeschi fu fucilato con altri ufficiali a Kucj il 7 ottobre 1943. Dopo la fine della guerra gli fu conferita la medaglia d'oro al valor militare alla memoria.

### Annotazioni
1. ↑  Tra i suoi contatti vi fu anche l'ufficiale inglese Harold William Tilman che raggiunse un accordo con Adami, tramite il maggiore Simone Ciampa. Tale accordo prevedeva che i reparti della divisione operassero in montagna, a fianco degli insorti. Tale accordo fu sottoposto da Ciampa a Chiminello che diede la sua approvazione.
2. ↑  Era stato informato di quanto avvenuto a Cefalonia nel corso dei giorni precedenti.

### Fonti
1. 1 2 3  Bianchi 2012, p. 61.
2. 1 2 3 4  Aspromonte 2005, p. 12.
3. 1 2 3 4 5 6 7 8 9 10  Bianchi 2012, p. 62.
4. 1 2 3 4 5  Aspromonte 2005, p. 13.
5. ↑  Becherelli, Carteny, Giardini 2013, p. 227.
6. ↑   Cirino, Emilio, su Presidenza della Repubblica Italiana. URL consultato il 19 luglio 2020.
7. ↑  Registrato alla Corte dei conti il 3 luglio 1947, Esercito registro 15, foglio 103.